# Clássico Bisavô
Clássico Bisavô ou Clássico Alvirrubro, é o confronto entre America e Bangu, um clássico da cidade do Rio de Janeiro disputado desde 6 de agosto de 1905, em jogo amistoso que o Bangu venceu por 6 a 1.

## Introdução
Este é o clássico mais antigo do futebol brasileiro entre clubes em atividade, vide a data, envolvendo as equipes cariocas do America Football Club e do Bangu Atlético Clube, o primeiro, representante da Zona Norte, e o segundo, da Zona Oeste do Rio de Janeiro.
A rivalidade se dá principalmente pelos dois clubes disputarem a quinta colocação do Ranking do Campeonato Carioca.
Ambos são clubes centenários, com brilho na história do Campeonato Brasileiro: o Bangu foi vice-campeão em 1985 (jogando a Libertadores 1986) e o America, semifinalista em 1961 e 1986. Ambos foram campeões da International Soccer League. Pelo Cariocão, sete títulos para o America e dois para o Bangu (apenas na fase profissional, dois títulos para cada). O Bangu venceu o primeiro Carioca profissional, em 1933, e é o último "pequeno" campeão desde 1966. O America é o primeiro campeão da Taça Rio, em 1982. O Mecão também conquistou o nacional Torneio dos Campeões de 1982, organizado pela CBF. 

## Destaques
O gol marcado por Amilcar Teixeira Pinto neste primeiro clássico, ele que era o capitão rubro, foi o primeiro tento da História do America.
Logo nos primeiros anos da Era Maracanã, os dois clubes se destacaram, com o America vindo a perder o título de 1950 nas partidas que realizou no início de 1951, terminando com o vice campeonato, enquanto o Bangu terminou em terceiro. No campeonato seguinte, seria o Bangu o vice campeão estadual, assim como os alvirubros terminariam o campeonato de 1952 em quarto.
Em 1954 e 1955 o America seria o vice campeão, colocação conquistada pelo Bangu em 1959, um ano antes da última grande conquista americana do Campeonato Carioca, após o que o Bangu voltou a disputar vários títulos arduamente, até reconquistar o título de campeão carioca em 1966, sendo vice na temporada seguinte.
A partir daí, o America voltou a formar outros grandes times, já o Bangu decaiu, voltando a crescer na década de 1980, quando os dois clubes voltaram a protagonizar momentos vitoriosos. No século XXI os dois clubes não conseguiram repetir os grandes momentos do passado.

## História
Nos 7 títulos americanos do Campeonato Carioca, o America ganhou quase todas as partidas contra o Bangu (a com placar mais dilatado por 3 a 0 em 1913), tendo perdido apenas três, em 1911, 1931 e a mais dolorida, embora nem tanto, em 1960, quando uma derrota no primeiro turno por 1 a 0 foi a única dos rubros na conquista daquele campeonato.
Na conquista do Campeonato Carioca de 1916 o America foi campeão na penúltima rodada, contra o São Cristóvão, porém, fez a festa do título contra o Bangu, que terminou empatado com o Bota em segundo, ganhando por 2 a 1.
Fato raro ocorreu no Campeonato Carioca de 1922, quando o America sagrou-se campeão, pois o Bangu tentou anular o jogo em que o America havia o vencido por 3 a 1 no Primeiro Turno, alegando que o o lateral-esquerdo rubro, Matoso, era militar. A Liga não viu neste fato nenhuma irregularidade e de fato Matoso era sargento do Exército Brasileiro.
Uma partida muito tumultuada aconteceu em 29 de junho de 1924, quando inconformada pela não marcação de supostos três pênaltis, a torcida americana invadiu o campo, a partida acabou suspensa e depois disso a torcida rubra incendiou o carro do árbitro, estacionado na porta do Campo da Rua Campos Sales, com o resultado final de 2 a 1 a favor do Bangu tendo sido mantido posteriormente pela AMEA.
Em 1933, o Bangu foi campeão carioca no ano da implantação do profissionalismo no futebol carioca, e logo na estreia, no campo do America, ganhou por surpreendentes 6 a 2, além de ter feito o último jogo (havia sido campeão na rodada anterior contra o Fluminense) justamente contra o America, quando um inspirado Bangu venceu por 7 a 3.
Em 7 de outubro de 1937 o Bangu inaugurou os refletores de seu Campo da Rua Ferrer em partida contra o America, partida esta que terminou com vitória americana por 3 a 2.
Na conquista do Torneio Início do Campeonato Carioca em 1949, o America foi campeão em cima dos alvirubros, vencendo a final por 1 a 0, descontando a derrota na final do Torneio Início de 1934, quando o campeão foi o Bangu.
Este clássico fez a final de um torneio interestadual, o Torneio Início do Rio-São Paulo de 1951, disputado no Maracanã em 30 de janeiro de 1951, dia da inauguração dos refletores deste grande estádio, com a partida terminando empatada por 1 a 1 e o Bangu sagrando-se campeão pelo critério de ter tido mais escanteios a seu favor. A partida teve um momento especial: as luzes do Estádio do Maracanã foram apagadas e os torcedores presentes iluminaram o estádio com os seus fósforos, em partida transmitida diretamente pela TV Tupi do Rio de Janeiro.
Na conquista banguense do Campeonato Carioca de 1966, vitórias do Bangu por 4 a 1 no turno e por 3 a 2 no Returno.
Na campanha da conquista da Taça Guanabara de 1974, quando obteve nove vitórias, um empate e uma derrota, o America ganhou do Bangu por 3 a 0.
Já na conquista da Taça Rio de 1982, empate por 2 a 2 em 30 de outubro, numa campanha na qual o America obteve 8 vitórias, dois empates e uma derrota.
No Campeonato Carioca de 1983 o America chegou na final da Taça Guanabara, vindo a perder o título para o Fluminense, e uma de suas duas derrotas foi justamente para o Bangu, que se sagraria ao final vice campeão carioca, por 3 a 1. Na Taça Rio, deste ano o placar foi o mesmo que se verificou anteriormente na Taça Guanabara.
Os mulatinhos rosados, outro apelido banguense, fariam uma campanha espetacular na Taça Rio de 1987, sendo campeões invictos, com dez vitórias e três empates, um dos quais contra os rubros, no empate por 0 a 0 em 17 de maio.
O Bangu conquistou ainda, o Torneio Quadrangular de Volta Redonda em 1988, vencendo a final contra o America por 1 a 0. O torneio ainda contou com a participação do América-MG e da equipe da casa, o Volta Redonda.
Desde a vitória americana em 21 de março de 2004 no Campeonato Carioca por 5 a 1 contra o Bangu, foram 11 jogos, com 8 vitórias banguenses e 3 empates, até a vitória rubra por 2 a 0 em 5 de novembro de 2014 quebrar a sequência.
Nas décadas de 1950 e 1960 era normal bons públicos comparecerem ao Maracanã, ou a outros estádios, para assistirem este velho clássico do futebol carioca. No primeiro jogo entre ambos no Estádio do Maracanã, em 7 de outubro de 1950, 33.515 espectadores pagaram pelos ingressos. O America venceu o Bangu por 3 a 1. Provavelmente mais de 10.000 pessoas devem ter ido ao Maracanã naquele dia, além dos pagantes; no segundo ainda mais, 37.193 pagantes.

## Finais
| Ano  | Competição                       | Campeão | Resultado   | Vice-campeão |
| ---- | -------------------------------- | ------- | ----------- | ------------ |
| 1934 | Torneio Início do Rio de Janeiro | Bangu   | 1 (2)–(1) 1 | America      |
| 1949 | Torneio Início do Rio de Janeiro | America | 1–0         | Bangu        |
| 1951 | Torneio Início do Rio-São Paulo  | Bangu   | 1 (4)–(1) 1 | America      |
| 1988 | Torneio Cidade do Aço de 1988    | Bangu   | 1–0         | America      |

## Campeonato Brasileiro Série A
Pelo Campeonato Brasileiro Série A até hoje foram 4 jogos, com 2 vitórias do Bangu, 1 do America e 1 empate, com 5 gols a favor do Bangu e 2 gols a favor do America:
Bangu 2–0 America, 3 de abril de 1978, Estádio de Moça Bonita.
America 1–0 Bangu, 12 de outubro de 1986, Estádio Caio Martins.
Bangu 1–1 America, 10 de dezembro de 1986, Estádio de Moça Bonita.
Bangu 2–0 America, 11 de setembro de 1988, Estádio de Moça Bonita.

## Campeonato Brasileiro Série B
Pelo Campeonato Brasileiro Série B foram 3 jogos, com 2 vitórias a favor do Bangu e 1 a favor do America, 6 gols a favor do Bangu e 4 gols a favor do America:
America 2–4 Bangu, 1º de outubro de 1989, Estádio de Laranjeiras.
Bangu 2–1 America, 29 de outubro de 1989, Estádio de Moça Bonita.
Bangu 0–1 America, 8 de agosto de 2000, Estádio de Moça Bonita.

## Campeonato Brasileiro Série C
Pelo Campeonato Brasileiro Série C até hoje foram 2 jogos, com 1 vitória do America e 1 vitória do Bangu, com 4 gols a favor do Bangu e 2 gols a favor do America:
America 1–0 Bangu, 12 de setembro de 2001, Estádio Giulite Coutinho.
Bangu 4–1 America, 10 de outubro de 2001, Estádio de Moça Bonita.

## Maiores goleadas
Maior goleada do America : 9–0 (amistoso) em 4 de setembro de 1910.
Maior goleada do Bangu : 6–1 (amistoso) em 6 de agosto de 1905.

## Maiores públicos
Exceto rodadas duplas e triplas; aonde não constam pagantes e presentes, a referência é aos pagantes. Possivelmente a partida de 7 de janeiro de 1951 recebeu o maior público do clássico, mas o número de não pagantes é desconhecido nos dias atuais.
1. America 1–3 Bangu, 38.774 (33.625 pags.) 6 de novembro de 1983.[12]
2. America 2–2 Bangu, 38.646 (29.380 pags.), 18 de novembro de 1951.
3. America 1–3 Bangu, 37.193 pags., 7 de janeiro de 1951.[13]
4. America 3–1 Bangu, 33.515 pags., 7 de outubro de 1950.
5. America 1–0 Bangu, 32.191 (26.371 pags.), 19 de agosto de 1956.
6. America 4–1 Bangu, 25.828 (20.036 pags.), 29 de janeiro de 1955.
7. America 2–5 Bangu, 24.587 pags., 2 de setembro de 1951.
8. America 3–4 Bangu, 20.547 pags., 28 de novembro de 1964.
9. America 2–4 Bangu, 20.109 pags., 9 de setembro de 1963.
10. America 2–4 Bangu, 19.244 (12.235 pags.), 27 de setembro de 1952.
11. America 2–3 Bangu, 19.055 (14.299 pags.), 11 de dezembro de 1954.

Por décadas
1941/1950: 1.
1950/1960: 7.
1961/1970: 2.
1981/1990: 1.

## Sites indicados
«Site oficial do America FC»
«Site bangu.net»